# 埼玉県道143号神保原停車場線
埼玉県道143号神保原停車場線（さいたまけんどう143ごう じんぼはらていしゃじょうせん）は、埼玉県児玉郡上里町地区に設定されている都道府県道である。

## 路線概要
- 起点：神保原停車場
- 終点：国道17号交点
- 総距離：536m

## 通過する自治体
- 埼玉県
  - 児玉郡上里町

## 接続・交差する主な道路
- 埼玉県道392号勅使河原本庄線
- 国道17号